# Shakin Up in The Great Lakes
Shakin Up In The Great Lakes – album na żywo Elvisa Presleya, składający się z koncertu z 24 (Ann Arbor, MI) i 26 kwietnia (Kalamazoo, MI) 1977 r.

## Lista utworów z 24 kwietnia, 1977
1. „Love Me”
2. „If You Love Me”
3. „You Gave Me a Mountain”
4. „Trying To Get To You”
5. „’O sole mio – It’s Now or Never”
6. „Little Sister”
7. „Teddy Bear – Don’t Be Cruel”
8. „Help Me”
9. „My Way”
10. „Poke Salad Annie”
11. „Hurt”
12. „Hound Dog”
13. „Unchained Melody”
14. „Little Darlin'”
15. „Can’t Help Falling in Love – Closing Vamp"

## Lista utworów z 26 kwietnia, 1977
1. „Love Me”
2. „Fairytale” (false start only)
3. „If You Love Me”
4. „You Gave Me a Mountain”
5. „Jailhouse Rock”
6. „’O sole mio – It’s Now or Never”
7. „Big Boss Man”
8. „Heartbreak Hotel”
9. „Blue Suede Shoes”
10. „And I Love You So”
11. „My Way”
12. „Hound Dog”
13. „Can’t Help Falling in Love – Closing Vamp"